# Kévin Borlée
Kévin Borlée (Woluwe-Saint-Lambert, 1988. február 22. –) Európa-bajnok belga atléta, futó.

## Pályafutása

### Kezdeti sikerek
Futó ikertestvéréhez, Jonathanhoz, valamint szintén futó nővéréhez, Oliviához hasonlóan édesapja, Jacques Borlée volt az edzője pályafutása kezdetén.
Ahogy Jonathan, úgy Kevin is 18 évesen érte el első jelentős felnőtt sikerét. Mindketten szereztek egy-egy aranyérmet a 2006-os fedett pályás belga bajnokságon. Kevin 400, míg fivére 200 méteren lett bajnok.
2008. május 31-én Cédric Van Branteghem, Kristof Beyens és a két testvér 27 éves belga rekordot döntött meg négyszer négyszázon Neerpeltben. Négyesük 3:02,51-ot futott, amely több mint egy másodperccel volt jobb a régi csúcsnál, azonban 0,1-del elmaradt az olimpiai kvalifikációs idejétől. Mindössze két héttel később - a Beyens helyén futó Nils Duerinckal - 3:02,13-ra javították a nemzeti rekordot, és kvalifikálták magukat Pekingbe.

### Peking
Pályafutása első olimpiáján, Pekingben két versenyszámban, négyszázon, és a négyszer négyszázas váltóval indult.
A négyszáz elődöntőjében 44,88-as új belga rekordot futott, ennek ellenére nem jutott döntőbe.
A váltóval, Jonathan, Van Branteghem és Arnaud Ghislain társaként kvalifikálta magát a döntőbe, egy újabb nemzeti rekorddal, 3:00.67-el. A döntőben aztán elképesztő új belga csúccsal, 2:59,37-dal az ötödik helyen értek célba.

### Költözés Amerikába
A 2008-as szezon vége után Jonathannal együtt az Amerikai Egyesült Államokba, Tallahassee-be költöztek, hogy a Florida Állami Egyetemre járhassanak, azzal a céllal, hogy itt edzessenek.
Ezalatt indulási jogot szereztek a kollégiumi bajnokságra, ahol Jonathan első, míg Kevin negyedik lett négyszáz méteren. Jonathan egyébiránt épp Kevin belga csúcsát megdöntve, 44,78-dal győzött. Valamivel később a váltóversenyen aranyérmet szereztek egyetemüknek.
Néhány hónappal később, első alkalommal szerepelt a világbajnokságon. Berlinben elődöntős volt 400-on, a belga váltóval pedig negyedikként zárt a döntőben Ausztrália váltója mögött.

### Sérülés, majd sikerek
Közvetlenül a világbajnokság után világossá vált, hogy Kevin Jonathanhoz hasonlóan sérülésben szenved, méghozzá ugyanabban. Mindkettejüknek fáradásos törés alakult ki a bokájukban, de Jonathannál ez hat héttel korábban jelentkezett. Az eset igen hasonló egy svéd gátfutó ikerpár, Susanna és Jenny Kallur esetéhez. Nekik a sípcsontjukban alakult ki fáradásos törés, igaz, nem ugyanazon a lábukon.
A 2010-es évben tört be a nemzetközi élvonalba. A márciusban, Dohában rendezett fedett pályás világbajnokságon az amerikaiak váltója mögött ezüstérmet szerzett a belga csapattal. A Borlée-ikrek mellett Van Branteghem és Duerinck futott a döntőben, négyesük 3:06,94-dal, új fedett pályás nemzeti rekorddal lett második.

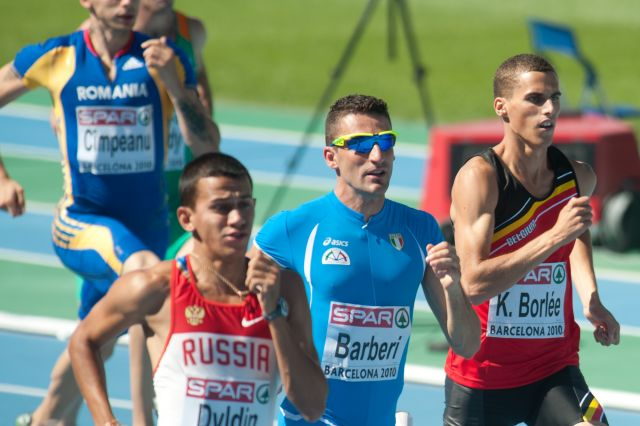
Kevin (jobbra) Barcelonában, a négyszáz méteres szám egy futamán

Eddigi pályafutása legkimagaslóbb sikereit azonban a barcelonai Európa-bajnokságon érte el. Négyszáz méteren - az újabb belga csúcsot futó Jonathannal ellentétben - csak a hetedik legjobb idővel jutott elődöntőből döntőbe. Egy remek rajt után úgy tűnt visszaesik, azonban az utolsó 50 méteren egy nagy hajrával megfogta az élen haladó Michael Binghamet és Martyn Rooney-t, és lett Európa-bajnok. Gaston Roelants 1962-es, valamint Karel Lismont 1971-es sikere után ez volt Belgium harmadik férfi atlétikai aranyérme a kontinensbajnokságról. A váltóval is esélye lett volna a győzelemre. Arnaud Destatte, Van Branteghem és Jonathan társaként végül az oroszok és a britek egysége mögött bronzérmet szerzett.
2011-ben a fedett pályás Európa-bajnokságról is megszerezte első érmét. A váltóval - 3:06,57-re faragva a fedett pályás belga rekordot - a franciák és a britek váltója mögött zártak harmadikként Párizsban.
Július 9-én Madridban 44,74-dal megfutotta új egyéni legjobbját.

## Egyéni legjobbjai

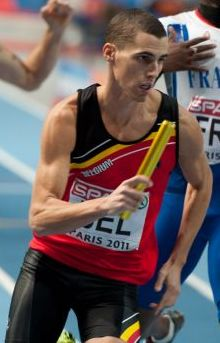
Váltóbottal a 2011-es fedett pályás Európa-bajnokságon

| Versenyszám                | Időeredmény  | Szélsebesség | Helyszín  | Dátum               |
| Szabadtér                  | Szabadtér    | Szabadtér    | Szabadtér | Szabadtér           |
| -------------------------- | ------------ | ------------ | --------- | ------------------- |
| 100 méteres síkfutás       | 10,62 s      | +1,2 m/s     | Beveren   | 2007. szeptember 1. |
| 200 méteres síkfutás       | 20,72 s      | +0,8 m/s     | Brüsszel  | 2011. július 23.    |
| 300 méteres síkfutás       | 32,76 s      | ?            | Liège     | 2008. július 16.    |
| 400 méteres síkfutás       | 44,74 s      | ?            | Madrid    | 2011. július 9.     |
| 4 × 100 méteres váltófutás | 40,04 s      | ?            | Budapest  | 2010. június 19.    |
| 4 × 400 méteres váltófutás | 2:59,37 s NR | ?            | Peking    | 2008. augusztus 23. |
| Fedett                     |              |              |           |                     |
| 300 méteres síkfutás       | 33,03 s      | –            | Liévin    | 2011. február 8.    |
| 400 méteres síkfutás       | 46,87 s      | –            | Gent      | 2006. február 19.   |
| 600 méteres síkfutás       | 1:15,65 s NR | –            | Gent      | 2011. február 13.   |
| 4 × 400 méteres váltófutás | 3:06,57 s NR | –            | Párizs    | 2011. március 6.    |

magyarázat: NR = országos rekord

## Magánélete
Édesapja, Jacques Borlée szintén futó volt, 1980-ban részt vett a moszkvai olimpiai játékokon. Ikertestvére, Jonathan is futó, több nemzetközi bajnokságon szereztek együtt érmet a belga váltóval. Nővére, Olivia Borlée, aki ugyancsak futó egy olimpiai ezüst-, valamint egy világbajnoki bronzérmet szerzett eddigi pályafutása alatt.